# Edward Thomas Loseby

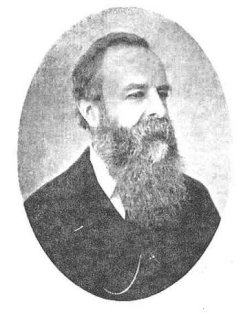
Edward Thomas Loseby (1817–1890)

Edward Thomas Loseby (* 11. September 1817 in Leicester; † 24. Dezember 1890 Leicester) war ein britischer Chronometermacher, der von 1830 bis 1855 im Londoner Stadtbezirk Islington tätig war.

## Leben und uhrmacherische Leistung
Loseby erlernte das Uhrmacherhandwerk bei der Firma Rotherham in Coventry. Nach der Lehre arbeitete er zunächst im Geschäft seines Vaters, dem Uhrmacher Edward Loseby in Leicester, bevor er nach London ging und dort Marinechronometer herstellte.
Loseby erfand eine wirksame Unruh mit Quecksilberkompensation für Marinechronometer, die den Sekundären Temperaturfehler ausgleichen sollte. 1834 stellte er der Admiralität erstmals seine Konstruktion vor, 1843 folgte eine verbesserte Chronometerunruh. Ab 1846 wurden einige seiner Chronometer im Royal Greenwich Observatory erfolgreich geprüft, ein Jahr später wurde eines vom Board der Admiralität angekauft und in Dienst gestellt.
Aufgrund der hervorragenden Ergebnisse der Prüfungen führte die „HMS Assistance“ der Arktisexpedition unter Capt. Sir Edward Belcher 1852 drei Marinechronometer von Loseby mit. Nachdem die Expedition 1854 im Eis stecken geblieben war und die Schiffe aufgegeben werden mussten, wurden die Marinechronometer ausgebaut und mitgenommen. Nach der Rückkehr Ende 1854 zeigten die Chronometer bei einer Überprüfung trotz der erheblichen Belastung nur eine sehr geringe Abweichung. In den folgenden Jahren wurden immer wieder Marinechronometer von Loseby auf verschiedenen Polarrouten eingesetzt. Insgesamt kaufte die Admiralität 13 Marinechronometer von Loseby.
Nach einer erfolglosen Bewerbung zum Hofuhrmacher und letztlich wegen fehlender finanzieller Unterstützung von Seiten der Admiralität, von der Loseby eine Anerkennung in Form eines Preises für seine Kompensationsunruh erwartete, zog er um 1855 zurück nach Leicester und beschäftigte sich dort mit Präzisionsuhren und Turmuhren.